# 西寿寺
西寿寺（さいじゅじ）は京都府京都市右京区鳴滝泉谷町にある浄土宗の寺院。山号は泉谷山。

## 歴史
袋中上人が開基した尼寺。

## 寺内
2006年に境内に造られた散骨場がある。その一角には水琴窟があり、般若心経の代わりに水の音が聞こえるようにしてある。
- 大涅槃図　縦約4メートル・横約3.8メートル。江戸時代に奉納されたものであるが、劣化していたため修復作業を行い、2007年2月に修復完了。

## アクセス
- 京福電気鉄道北野線鳴滝駅下車か市バスで福王子下車。
- 2006年以降は防犯上の問題により、本堂は外側からしか拝観できなくなった。拝観は午前10時～午後4時迄。拝観料は無料。

座標: 北緯35度2分2.2秒 東経135度42分23.9秒 / 北緯35.033944度 東経135.706639度